# Élections constituantes de 1945 dans les Côtes-du-Nord
Les élections constituantes françaises de 1945 se sont déroulées le 21 octobre 1945.

## Mode de scrutin
Les députés sont élus selon le système de représentation proportionnelle suivant la règle de la plus forte moyenne dans le département, sans panachage ni vote préférentiel. Il y a 586 sièges à pourvoir.
Dans le département des Côtes-du-Nord, sept députés sont à élire.

## Élus
Les sept députés élus sont, par ordre alphabétique :
| Identité                 | Parti | Parti |
| ------------------------ | ----- | ----- |
| Henri Bouret             |       | MRP   |
| Honoré Michard           |       | MRP   |
| Marie-Madeleine Dienesch |       | MRP   |
| Marcel Hamon             |       | PCF   |
| Guillaume Daniel         |       | PCF   |
| Yves Henry               |       | SFIO  |
| René Pleven              |       | UDSR  |

## Résultats

### Résultats à l'échelle du département
| Parti          | Parti                                                                                               | Tête de liste  | Résultats | Résultats | Sièges | Sièges |
| Parti          | Parti                                                                                               | Tête de liste  | Voix      | %         |        |        |
| -------------- | --------------------------------------------------------------------------------------------------- | -------------- | --------- | --------- | ------ | ------ |
|                | Mouvement républicain populaire                                                                     | Henri Bouret   | 88 609    | 33,19     | 3      |        |
|                | Parti communiste français                                                                           | Marcel Hamon   | 72 786    | 27,27     | 2      |        |
|                | Section française de l'Internationale ouvrière                                                      | Yves Henry     | 57 215    | 21,43     | 1      |        |
|                | Union démocratique et socialiste de la Résistance- Parti républicain, radical et radical-socialiste | René Pleven    | 48 350    | 18,11     | 1      |        |
|                | |                |           |           |        |        |
| Inscrits       | Inscrits                                                                                            | Inscrits       | 341 752   | 100,00    | 7      |        |
| Votants        | Votants                                                                                             | Votants        | 274 259   | 80,25     |        |        |
| Blancs et nuls | Blancs et nuls                                                                                      | Blancs et nuls | 7 299     | 2,66      |        |        |
| Exprimés       | Exprimés                                                                                            | Exprimés       | 266 960   | 97,34     |        |        |